# Luc Alfons De Hovre
Luc Alfons De Hovre SJ (* 27. Februar 1926 in Nederbrakel, Belgien; † 4. Juni 2009 in Löwen, Belgien) war Weihbischof im Erzbistum Mecheln-Brüssel.

## Leben
Luc Alfons De Hovre trat der Ordensgemeinschaft der Gesellschaft Jesu in Drongen bei und empfing am 10. Mai 1958 die Priesterweihe. Von 1959 bis 1964 war er Präfekt des Sint-Jan Berchmanscollege in Brüssel, anschließend Rektor und Direktor des jesuitischen Sint-Jozefcollege in Turnhout. Im Jahre 1971 wurde er als Novizenmeister der flämischen Provinz der Jesuiten berufen, im September 1975 wurde er zum Provinzial-Superior der flämischen Jesuiten und Vorsitzenden des Ausschusses der Europäischen Jesuitenprovinzen ernannt. Von 1982 bis 2002 war er Generalvikar des Erzbistums Mechelen-Brüssel. 
Papst Johannes Paul II. ernannte ihn 1982 zum Titularbischof von Domnach Sechnaill und bestellte ihn zum Weihbischof im Erzbistum Mecheln-Brüssel. Die Bischofsweihe spendete ihm am 28. März 1982 der Erzbischof von Mechelen-Brüssel und spätere Kardinal Godfried Danneels; Mitkonsekratoren waren der Bischof von Jaipur, Philip Ekka SJ, Paul Constant Schoenmaekers, Weihbischof in Mechelen-Brüssel, Leo-Karel Jozef De Kesel, Weihbischof in Gent, und Jean-Baptiste Musty, Weihbischof in Namur. Er war Mitglied der Belgischen Bischofskonferenz.
2002 nahm Papst Johannes Paul II. seinen altersbedingten Rücktritt an.